# Monti di Rušan
I monti di Rušan (in russo Рушанский хребет; trasl. Rušanskij chrebet) sono una catena montuosa del Pamir occidentale, in Tagikistan.
Si estendono per una lunghezza di 120 km tra le valli dei fiumi Gunt a sud, Pjandž ad ovest e Bartang a nord. Ad est si collegano ai monti dell'Aličur settentrionali. La cima più alta della catena è il Picco Patchor.